# 14 de Mayo Asunción
14 de Mayo Asunción – paragwajski klub piłkarski z siedzibą w mieście Asunción.

## Historia
Klub 14 de Mayo wziął udział w pierwszych w dziejach mistrzostwach Paragwaju. W liczącej 6 drużyn lidze klub zajął ostatnie, 6. miejsce, zdobywając 2 punkty. Był to pierwszy i ostatni występ klubu w pierwszej lidze paragwajskiej.
W 1911 roku klub wziął udział w lidze Liga Centenario, konkurencyjnej wobec tej, która jako pierwsza zorganizowała mistrzostwa Paragwaju. Liga Centenario organizowała mistrzostwa do 1917 roku, zmieniając pod koniec nazwę na Liga Asociación Paraguaya de Fútbol.